# Lamprotornis ornatus
Lamprotornis ornatus é uma espécie de ave da família Sturnidae.
É endémica de São Tomé e Príncipe.
Os seus habitats naturais são: florestas subtropicais ou tropicais húmidas de baixa altitude.